# Andreas Kleinert (Wissenschaftshistoriker)
Andreas Kleinert (* 16. Oktober 1940 in Oppeln) ist ein deutscher Wissenschaftshistoriker mit den Forschungsschwerpunkten Allgemeine Wissenschaftsgeschichte und Geschichte der Physik. 

## Leben
Kleinert studierte zunächst in Göttingen, Besançon, Bologna und Kiel romanische und klassische Philologie. Das Staatsexamen absolvierte er im Jahr 1965 in Kiel. Anschließend studierte er im Zweitstudium an der TU Berlin und der RWTH Aachen Physik, wo er 1970 das Diplom ablegte. An der Universität Stuttgart wurde er 1974 im Fach Geschichte der Naturwissenschaften bei Armin Hermann zum Dr. phil. promoviert.
Kleinert lehrte zunächst zwischen 1971 und 1979 an der damaligen Fachhochschule für Bibliothekswesen (heute: Hochschule der Medien) in Stuttgart, wo er 1975 zum Professor ernannt wurde. 1980 wurde er als Professor für Geschichte der Naturwissenschaften mit dem Schwerpunkt Geschichte der Physik an die Universität Hamburg berufen. 1995 folgte er dem Ruf auf eine Professur für Geschichte der Naturwissenschaften am Fachbereich Physik an der Martin-Luther-Universität Halle-Wittenberg, wo er seit Juni 2000 auch Mitglied des Fachbereiches Geschichte, Philosophie und Sozialwissenschaften war. 
Kleinert nahm mehrere Lehraufträge im Ausland wahr, so etwa 1981/1982 ein Semester an der  École des Hautes Études en Sciences Sociales (Paris), 1988, 1992 und 2006 am  Smith College (Northampton, MA, USA) und 1995 an der Universität Genf. Er ist seit 1998 Mitglied der Deutschen Akademie der Naturforscher Leopoldina; weiter ist er Mitglied der Académie internationale d’histoire des sciences. An der Martin-Luther-Universität war er zwischen 1998 und 2006 Mitglied des Direktoriums des „Interdisziplinären Zentrums zur Erforschung der europäischen Aufklärung“, und am Sonderforschungsbereich 482 „Ereignis Jena-Weimar. Kultur um 1800“ Leiter des Teilprojekts „Strukturen der Naturforschung in Jena“. Kleinert war von 2006 bis 2022 Generalredaktor der Series IVA (Briefedition) der Opera omnia von Leonhard Euler, von 2007 bis 2010 war er Obmann der Sektion „Wissenschafts- und Medizingeschichte“ der Leopoldina.

## Publikationen (Auswahl)
- Andreas Kleinert: „Eine handgreifliche Geschichtslüge“. Wie Martin Luther zum Gegner des copernicanischen Weltsystems gemacht wurde. In: Berichte zur Wissenschaftsgeschichte 26(2003), S. 101–111.
- Rainer Enskat, Andreas Kleinert: Aufklärung und Wissenschaft: Meeting; vom 25. bis 26. Januar 2007 in Halle (Saale). Meeting veranstaltet von der Deutschen Akademie der Naturforschenden Leopoldina (= Deutsche Akademie der Naturforscher Leopoldina: Acta historica Leopoldina; 57). Wissenschaftliche Verlags-Gesellschaft, Stuttgart, 2011, ISBN 978-3-8047-3029-8.
- Andreas Kleinert: „Eine Zensur findet nicht statt“. Erfahrungen mit deutsch-deutschen Lizenzausgaben von Büchern zur Wissenschaftsgeschichte. In: Jutta Eckle, Dietrich von Engelhardt (Hrsg.): Durch Lebensereignisse verbunden. Festgabe für Dorothea Kuhn zum 90. Geburtstag am 11. März 2013 (= Deutsche Akademie der Naturforscher Leopoldina: Acta historica Leopoldina; 62). Wissenschaftliche Verlags-Gesellschaft, Halle / Stuttgart 2013, ISBN 978-3-8047-3159-2, S. 413–422.
- Andreas Kleinert: Hundert Jahre russisch-schweizerische Zusammenarbeit bei der Euler-Gesamtausgabe. In: Ingrid Kästner, Michael Schippan (Hrsg.): Deutsch-russische Zusammenarbeit wissenschaftlicher und kultureller Institutionen vom 18. zum 20. Jahrhundert (= Europäische Wissenschaftsbeziehungen; 14). Shaker Verlag, Aachen 2017, ISBN 978-3-8440-5138-4, S. 213–224.
- Andreas Kleinert: Anton Lampa: The man who brought Einstein to Prague. In: Dějiny věd a techniky 54(2021), S. 188–198.

## Festschriften
- Susan Splinter (Hrsg.): Physica et historia: Festschrift für Andreas Kleinert zum 65. Geburtstag (= Acta historica Leopoldina; Nr. 45). Wissenschaftliche Verlags-Gesellschaft, Stuttgart, 2005, ISBN 3-8047-2259-8.
- Beate Ceranski, Florian Hars, Gerhard Wiesenfeldt (Hrsg.) Auf den Schultern von Zwergen: Essays an den Grenzen von Physik und Biografie (= Berliner Beiträge zur Geschichte der Naturwissenschaften und der Technik; 31). ERS-Verlag, Berlin, 2005, ISBN 3-928577-54-9.